# Rio Preto da Eva (tiểu vùng)
Rio Preto da Eva là một tiểu vùng thuộc bang Amazonas, Brasil, Brasil. Tiều vùng này có diện tích 31235 km², dân số năm 2007 là 38783 người.